# Chailly-en-Gâtinais
Chailly-en-Gâtinais är en kommun i departementet Loiret i regionen Centre-Val de Loire strax norr Frankrikes mitt. Kommunen ligger i kantonen Lorris som tillhör arrondissementet Montargis. År 2022 hade Chailly-en-Gâtinais 688 invånare.

## Befolkningsutveckling
Antalet invånare i kommunen Chailly-en-Gâtinais
| Referens: INSEE |